# SummerSlam (2001)
SummerSlam (2001) — щорічне pay-per-view шоу «SummerSlam», що проводиться федерацією реслінгу WWE. Шоу відбулося 19 серпня 2001 року в SAP Center (Каліфорнія) у місті Сан-Хосе, Каліфорнія, США. Це було 14 шоу в історії «SummerSlam». Вісім матчів відбулися під час шоу та ще один перед показом.